# گیتس (اورگن)
گیتس (به انگلیسی: Gates) شهری در شهرستان ماریون ایالت اورگن است و در سرشماری سال ۲۰۱۱ میلادی، ۴۷۱ نفر جمعیت داشته که نسبت به سال ۲۰۱۰، ۰٫۸۵ درصد رشد جمعیت داشته‌است.

## موقعیت جغرافیایی
موقعیت جغرافیایی شهرها و مناطق اطراف به شرح زیر است: